# Martin Bogdanov
Martin Bogdanov (Berlín, 6 de octubre de 1992) es un jugador alemán de baloncesto. Mide 1,83 metros de altura y ocupa la posición de Base. Pertenece a la plantilla del Rostock Seawolves de la ProA alemana.

## Carrera profesional
El padre de Bogdanov fue jugador de baloncesto profesional, jugando en los mejores equipos de la Unión Soviética y Ucrania. Martin jugó de pequeño en varios clubes de Berlín, entrando en 2008 en Central Hoops. Aunque jugó el All-Star de la NBBL de 2011 junto con el prometedor base Maodo Lô, no fue convocado por las categorías inferiores de Alemania, ni Central Hoops consiguió ganar la NBBL. Con solo 15 años, jugó algunos partidos con el primer equipo del SSV Lok Bernau, equipo que en 2010 logró volver a la ProB. En la ProB 2010-2011, Martin jugó 8 partidos con una media de 20 min, pero el equipo descendió.
En 2011 fichó por el Cuxhaven BasCats de la 2.Basketball Bundesliga. Jugó 20 min de media y el equipo quedó en decimotercer lugar. Para la temporada 2012-2013, quería irse a estudiar a Estados Unidos, pero una lesión de disco lo impidió, quedándose toda la temporada en blanco. En 2013 cuando se recuperó de su lesión, fichó por el Basketball Löwen Braunschweig, teniendo doble licencia con el equipo de la ProB. La primera temporada la pasó en el primer equipo, jugando 6 partidos y promediando 1.6 puntos en 7.8 min de media.
La segunda temporada, la 2014-2015, la empezó en el filial. Jugó 25 partidos con un promedio de 12.8 puntos, 2.8 rebotes, 4.7 asistencias y 1.5 robos en 28.4 min de media, lo que llevó al primer equipo a subirle. Jugó con el primer equipo 5 partidos, con 2 puntos por partido en 4.8 min de media.